# Бойничич-Книнский, Иван
Иван Бойничич-Книнский (хорв. Ivan Bojničić; 24 декабря 1858, Валпово — 11 июня 1925, Загреб) — хорватский историк, архивист, геральдист и археолог, профессор Загребского университета, доктор философии.

## Биография
С 1876 изучал право и философию в Будапештском университете. В 1880 году защитил кандидатскую диссертацию на тему о подделке документов в средние века.
Работал в Национальном музее в Будапеште (с 1879), затем до 1892 года — в археологическом отделе Национального музея в Загребе.
Секретарь и директор Хорватского государственного архива в Загребе (1892—1925), с 1910 до 1922 — преподаватель философского факультета в Загребе. Государственный советник (1914—1918).
Член Национальной партии. Депутат сейма Хорватии в 1887—1889 гг.
Секретарь хорватского археологического общества (1880—1893). Вице-президент общества культуры и искусства Хорватии (1903—1918).

## Научная деятельность
Работы И. Бойничича-Книнского связаны с историей Хорватии и её культур и вспомогательными историческими науками.
Особый интерес историка, относится к генеалогии, геральдике и нумизматике. Сотрудничал с специализированными отечественными и международными журналами. Написал много статей и издал отдельно следующие сочинения:
- Krivotvorenje iz prava u srednjem vieku (Загреб, 1879);
- Die Denkmäler des Mithrascultus in Kroatien (Загреб, 1887);
- Gramatika magjaskog jezika (Загреб, 1888)
- Denkmäler des Mithras-Cultus in Kroatien und Slavonien (1887);
- Popis plemića proglašenih na saboru kraljevina Hrvatske Slavonije i Dalmacije g. 1557—1848 (1896);
- Pravo nasljedstva kuće habsburške na hrvatsko priestolje i izbor Ferdinanda I. (1897);
- Der Adel von Galizien, Lodomerien und der Bukovina (1905);
- Darovnica kralja Ferdinanda I. za Hrvatsku (1906);
- Zakoni o Ugarsko-hrvatskoj nagodbi (1907, 1911);
- Mala povijest Hrvata (1908);
- O plemstvu. S osobitim obzirom na hrvatsko plemstvo (1908);
- Die Freimaurerloge «Ljubavi bližnjega» in Zagreb (1917);
- Vladarski poseti u Zagrebu od XI. veka do danas (1919);
- Rogaška Slatina (1923)